# Hesperis aintabica
Hesperis aintabica är en korsblommig växtart som beskrevs av George Edward Post. Hesperis aintabica ingår i släktet hesperisar, och familjen korsblommiga växter. Inga underarter finns listade i Catalogue of Life.